# Nesalce
Nesalce (cyr. Несалце) – wieś w Serbii, w okręgu pczyńskim, w gminie Bujanovac. W 2002 roku liczyła 1203 mieszkańców.